# Кушинг, Харви

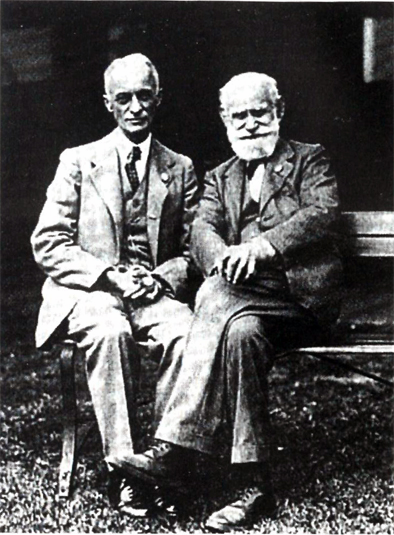
Кушинг и Иван Петрович Павлов

Харви Уильямс Ку́шинг (англ. Harvey Williams Cushing; 8 апреля 1869, Кливленд, Огайо, США — 7 октября 1939, Нью-Хейвен, Коннектикут, США) — известный нейрохирург и пионер хирургии мозга. Он внёс огромный вклад в развитие нейрохирургии, и его часто называют «отцом современной нейрохирургии».
Член Национальной академии наук США (1917), иностранный член Лондонского королевского общества (1933).

## Биография
Кушинг родился в Кливленде, Огайо в семье врача, Кирке Кушинга, был самым младшим из 10 детей. Матерью была Бесси Вильямс. 
В восемнадцатилетнем возрасте Харви Кушинг поступил в Йельский колледж (колледж бакалавриата Йельского университета). Состоял членом клубов Свиток и Ключ и Delta Kappa Epsilon (Phi chapter). Закончив четырёхлетнее обучение в колледже, и получив степень бакалавра гуманитарных наук в 1891 году, он поступил в Гарвардскую высшую медицинскую школу. По её окончании в 1895 году он проходил специализацию в Массачусетской общей клинической больнице, а затем, под руководством известного хирурга Уильяма Стюарта Холстеда — в Госпитале Джонса Хопкинса (Балтимор). 
За время своей карьеры он работал хирургом в Госпитале Джонса Хопкинса и Peter Bent Brigham Hospital в Бостоне, а также профессором хирургии Гарвардской медицинской школы. Во время Первой мировой войны он некоторое время провёл во Франции, в военном госпитале, развёрнутом в Нелли, в окрестностях Парижа, а затем с 1917 по 1919 год был главврачом гарнизонного госпиталя № 5. С 1933 года и до самой смерти он работал в Йельском университете.
Женился на Катарине Стоун Кроуэлл 10 июня 1902 года, у них было 5 детей. Кушинг умер в 1939 года от инфаркта миокарда и похоронен на кладбище Лейк Вью в Кливленде.

## Достижения
В начале XX столетия Кушинг разработал много хирургических технологий для операций на мозге. Это позволило ему стать непререкаемым лидером и экспертом в этой области. Под его влиянием нейрохирургия стала новой и автономной хирургической дисциплиной.
В Массачусетской общей клинической больнице он совместно со своим другом Эрнестом Амори Кодменом (англ. Ernest Amory Codman, 1869—1940) создал первую анестезиологическую карту («The ether chart»), войдя в историю медицины как основоположник анестезиологического мониторинга. Идея создания этой карты возникла после наркозной смерти одного пациента во время хирургического вмешательства. В карте приводились краткие сведения о пациенте, особенностях операции, и регистрировались такие важные параметры состояния больного как пульс и частота дыхания через каждые 5 минут наркоза, описание цвета лица больного, данные измерения температуры пациента. Карты также снабжались краткими комментариями о характере операции, количестве использованного для наркоза эфира, и т. д. Это нововведение вскоре позволило значительно снизить смертность от наркоза в Массачусетской общей клинической больнице.
Впервые применил рентгеновские лучи для диагностики неврологической патологии
В 1901 году, будучи в Италии, Кушинг ознакомился в клинике Сципионе Рива-Роччи с принципом работы и устройством ртутного сфигмоманометра Рива-Роччи. Он тщательно перерисовал в свой дневник конструкцию прибора. Вернувшись в сентябре 1901 года в США, он начал рекомендовать данный диагностический метод для внедрения в практику больницы Джонса Хопкинса (г. Балтимор, штат Мэриленд). И уже в 1902 году Кушинг ввёл измерение артериального давления в качестве обязательного метода контроля за состоянием больных во время операции.
Кушингу медицина обязана рождением терминов «регионарная анестезия» и «комбинированная общая анестезия». Именно Кушинг первым ввёл должность сестры-анестезистки.
В 1907 году впервые в мире использовал стетоскоп как прекордиальный монитор для «непрерывного выслушивания сердечного и дыхательного ритма на протяжении всей анестезии».
Во время путешествия в Европу под руководством Теодора Кохера изучал взаимосвязь систолического артериального давления и внутричерепного. Во время этих исследований он совместно с Хьюго Кронекером (Hugo Kronecker, 1839—1914) выявил феномен повышения артериального давления, главным образом систолического, при увеличении внутричерепного давления. Повышение артериального давления играет в данном случае защитную роль, способствуя усилению кровоснабжения мозга. Впоследствии результаты этой работы подтолкнули его к выявлению и описанию рефлекса (триады) Кушинга — (синдрома повышенного артериального давления, главным образом систолического, брадикардии (до 50-60 в 1 мин) и урежения дыхания при увеличении внутричерепного давления. Данный синдром наблюдается при черепно-мозговой травме, опухолях мозга, инсульте и обусловлен раздражением жизненно важных центров ствола мозга. Повышение артериального давления выполняет в этом случае защитную роль, способствуя усилению кровоснабжения мозга.
Только по поводу опухолей головного мозга (подтверждённых гистологически) им было выполнено более 2000 операций.
Внедрил электрокоагуляцию в нейрохирургии. Большая часть работы была выполнена совместно с доктором физических наук Уильямом Бовье (англ. William Bovie). О важности внедрения электрокоагуляции свидетельствует то, что до её применения в практике Кушинга летальность при удалении опухоли достигала 27,7 %. После того как в клинике Кушинга стала применяться «электрохирургия», летальность при удалении опухолей снизилась до 8,9 %.
Наиболее часто имя Кушинга упоминается в контексте болезни Иценко-Кушинга. В 1912 году он описал эндокринологический синдром вызываемый повышенной продукцией гипофизом АКТГ назвав его « polyglandular syndrome». Просуммировав свои наблюдения в 1932 он опубликовал работу «Базофильные аденомы гипофиза и их клинические проявления».
В 1926 году Харви Кушинг награждён Пулитцеровской премией по номинации «Биографии и автобиографии» за книгу, описывавшую жизнь одного из известных врачей — сэра Уильяма Ослера. В 1930 удостоен медали Листера за вклад в хирургию.
.
Одним из самых известных учеников был Уолтер Эдвард Денди (англ. Walter Edward Dandy, 1886—1946), предложивший классические в настоящее время диагностические методы: вентрикулопункцию, вентрикулографию, пневмоэнцефалографию, и разработавший технику радикальной эксцизии опухоли слухового нерва. Именем Денди назван ряд нейрохирургических операций.
Ввёл термин «менингиома» в 1922 году для обозначения экстрацеребральных, экспансивно растущих опухолей твёрдой мозговой оболочки.

## Память
Именем Кушинга названа американская ассоциация нейрохирургов.
В 2005 г. была выпущена биографическая повесть о Харви Кушинге под названием «Харви Кушинг: жизнь в хирургии» (Harvey Cushing: A Life in Surgery), написанная известным канадским писателем-биографом Майклом Блиссом.

## Цитаты
- Мы пытаемся стать стандартизированной страной, и, возможно, это не так и плохо, если мы уже смогли достигнуть индустриального прогресса. Однако стандартизация нашей системы образования может уничтожить индивидуальность, вновь отбрасывая нас назад. Человеческие качества, которые действительно ценятся в этом мире, ничем нельзя измерить, никакие тесты или экзамены не в состоянии оценить самое важное качество человека — его индивидуальность.
- На мой взгляд, действительные качества человека проявляются лишь в момент стрессовой ситуации, при ощущении груза ответственности. Тогда с него слетает всякая шелуха, и он являет нам своё истинное лицо, способное удивить не только его самого, но и его учителей
- Врач должен принимать во внимание не только больной орган, не только человека в целом — он должен видеть человека в его мире
- Единственно эффективный и окончательный способ профилактики болезни — это смерть
- Несмотря на часто обескураживающие ситуации, врачу и священнику позволено многое знать о членах общества, продолжая не только надеяться, но и верить людям, ожидая от них, несмотря на их слабости, бескорыстности и честности, пока они не проявят себя иначе. Хотя нам говорят, что в торговле, политике, и законодательстве человек, прежде всего, должен восприниматься самолюбивым, пока он не докажет обратного[9]

## Основные работы
- The establishment of cerebral hernia as a decompressive measure for inaccessible brain tumors. Surgery, Gynecology and Obstetrics, Chicago, 1905, 1: 297—314.
- The Pituitary Body and its Disorders. Clinical States produced by Disorders of the Hypophysis Cerebri. Philadelphia, J. B. Lippincott, 1912.
- The Life of Sir William Osler. 2 volumes. Oxford, Clarendon Press, 1925.
- Electro-surgery as an aid to the removal of intracranial tumors. With a preliminary note on a new surgical-current generator by W. T. Bovie. Surgery, Gynecology and Obstetrics, Chicago, 1928, 47: 751—784.
- The basophil adenomas of the pituitary body and their clinical manifestations (pituitary basophilism). Bulletin of the Johns Hopkins Hospital, Baltimore, 1932; 50: 137.
- Intracranial Tumors. Springfield, Illinois, C. C. Thomas, 1932.
- Papers Relating to the Pituitary Body, Hypothalamus and Parasympathetic Nervous System. Springield Illinois, C. C. Thomas, 1932.
- Intracranial Tumours; Notes upon a Series of Two Thousand Cases with Surgical-Mortality Percentages Pertaining Thereto. Springfield, Illinois, 1932.
- Meningiomas. Their Classification, Regional Behaviour, Life History and Surgical End Results. Springfield, Illinois, Charles C. Thomas, 1938.
- Bibliography of Andreas Vesalius. 1943. 2nd edition, Hamden, Connecticut, 1962. A third edition has later appeared.